# Theridion lomirae
Theridion lomirae är en spindelart som beskrevs av Roewer 1938. Theridion lomirae ingår i släktet Theridion och familjen klotspindlar. Inga underarter finns listade i Catalogue of Life.